# Горобец, Владимир Антонович
 Полный кавалер ордена Славы
Владимир Антонович Горобец (7 мая 1924 — 12 ноября 1952) — младший сержант Красной Армии, участник Великой Отечественной войны, полный кавалер ордена Славы.

## Биография
Родился 7 мая 1924 года в селе Капустяны Тростянецкого района Винницкой области в семье крестьянина. Украинец. Окончил 7 классов. Работал на сахарном заводе. 
В Красной Армии с марта 1944 года. На фронте в Великую Отечественную войну с апреля 1944 года.

### Боевой подвиг
Рядовой 359-го стрелкового полка (50-я стрелковая дивизия, 52-я армия, 2-й Украинский фронт) Горобец 22 августа 1944 года (в 4 км от города Яссы, Румыния) в разведке пленил 3 и уничтожил 9 пехотинцев. 
7 сентября 1944 года награждён орденом Славы 3 степени.
В составе тех же полка и дивизии пулеметчик младший сержант Горобец 14 января 1945 года в бою за населенный пункт Сулушув (25 км юго-западнее города Кельце, Польша) истребил 5 немецких солдат. Будучи раненным, оставался в строю до выполнения боевой задачи. 
9 февраля 1945 года награждён орденом Славы 2 степени.
16 апреля 1945 года при овладении опорным пунктом (10 км севернее города Гёрлиц, Германия) из станкового пулемета Горобец подавил 2 вражеские огневые точки и сразил 6 солдат. 
27 июня 1945 года награждён орденом Славы 1 степени.
После войны демобилизован. Вернулся на родину. Работал на сахарном заводе. 
Трагически погиб 12 ноября 1952 года.